# Dorcadion semilucens
Dorcadion semilucens är en skalbaggsart som beskrevs av Ernst Gustav Kraatz 1873. Dorcadion semilucens ingår i släktet Dorcadion och familjen långhorningar.
Artens utbredningsområde är Iran. Inga underarter finns listade i Catalogue of Life.